# Janne Väätäinen
Janne Henrik Väätäinen (Kuopio, 6 marzo 1975) è un allenatore di sci nordico ed ex saltatore con gli sci finlandese.

## Biografia

### Carriera sciistica
In Coppa del Mondo esordì il 29 febbraio 1992 a Lahti (44°) e ottenne l'unico podio il 28 febbraio 1996 a Kuopio (3°).
In carriera prese parte a un'edizione dei Giochi olimpici invernali, Lillehammer 1994 (30° nel trampolino normale, 5° nella gara a squadre), e a una dei Mondiali di volo, Planica 1994 (14°).

### Carriera da allenatore
Dal maggio 2008 è allenatore capo della squadra di salto con gli sci della nazionale finlandese, dopo esser stato allenatore della squadra B (2002-2004) e allenatore in seconda della squadra A (2004-2008).

## Palmarès

### Mondiali juniores
- 2 medaglie:
  - 1 oro (gara a squadre a Vuokatti 1992)
  - 1 argento (gara a squadre a Reit im Winkl 1991)

### Coppa del Mondo
- Miglior piazzamento in classifica generale: 18º nel 1994
- 1 podio (individuale):
  - 1 terzo posto